# Hidaka (Kōchi)
Hidaka (日高村 Hidaka-mura?) es una villa localizada en la prefectura de Kōchi, Japón. En junio de 2019 tenía una población estimada de 4.781 habitantes y una densidad de población de 107 personas por km². Su área total es de 44,85 km².

## Geografía

### Localidades circundantes
- Prefectura de Kōchi
  - Ino
  - Ochi
  - Sakawa
  - Tosa

## Demografía
Según los datos del censo japonés, esta es la población de Hidaka en los últimos años.
| 1995  | 2000  | 2005  | 2010  | 2015  |
| ----- | ----- | ----- | ----- | ----- |
| 6.105 | 5.968 | 5.895 | 5.447 | 5.030 |